# كيد باتلر
كيد باتلر (بالإنجليزية: Kid Butler)‏ هو لاعب كرة قاعدة أمريكي، ولد في مايو 1861 في بوسطن في الولايات المتحدة، وتوفي في 9 أبريل 1921 في جنوب بوسطن ‏ في الولايات المتحدة.

## وصلات خارجية
- كيد باتلر على موقعبيزبول رفرنس.كوم (الدوري الرئيسي) (الإنجليزية)
- كيد باتلر على موقعبيزبول رفرنس.كوم (الدوري الثانوي) (الإنجليزية)